# Lúcia Veríssimo
Pour les articles homonymes, voir Veríssimo.
Lúcia Veríssimo, née le 11 juillet 1958  à Rio de Janeiro, est une actrice brésilienne.

## Filmographie
- 1979 - Ariella .... Fernanda
- 1980 - Marin .... Ana Noronha
- 1981 - Filhos e Amantes .... Sílvia
- 1981 - Os Imigrantes .... Isabel Avanzo (Jeune)
- 1982 - Um Casal de 3 .... Márcia[2]
- 1983 - Parabéns pra Você .... Zélia Arruda
- 1983 - Champagne .... Eliana El Adib (Eli)
- 1984 - Jeitosa, um assunto muito particular .... Jeitosa
- 1984 - Santa Marta Fabril S.A .... Marta Lopes Aguiar (Martinha)
- 1986 - Le Cercle de feu .... Laís Brandão
- 1987 - Mandala .... Letícia Ramalho
- 1989 - O Salvador da Pátria .... Bárbara Souza Telles
- 1989 - O Cometa .... Isabel Abreu
- 1990 - Delegacia de Mulheres .... Marineide da Silva
- 1990 - Araponga .... Tamara Paranhos
- 1991 - O Sorriso do Lagarto .... Francisbel Magalhães (Bebel)
- 1992 - Despedida de Solteiro .... Flávia Souza Bastos
- 1993 - Agosto .... Luciana Gomes de Aguiar
- 1995 - As Feras .... Sônia
- 1995 - Cara & Coroa .... Nadine Gonçalves
- 1997 - O Homem Nu .... Marina
- 1998 - Malhação .... Cristine Moraes
- 1999 - Andando nas Nuvens .... Flora Dumont Lacerda
- 2000 - Uga-Uga .... Maria Pellegrino (Maria Louca)
- 2002 - Esperança .... Francisca Moreira Alves
- 2005 - América .... Gilda Madureira (Gil)
- 2011 - Amor e Revolução .... Jandira Maciel (Dira)
- 2013 - Amor à Vida .... Mariah Piattini[3],[4]